# Masanao Sasaki
Masanao Sasaki (佐々木 雅尚 Sasaki Masanao?,  nacido el 19 de junio de 1962 en Chiba) es un exfutbolista japonés que se desempeñaba como centrocampista.
Sasaki jugó 20 veces para la Selección de fútbol de Japón entre 1988 y 1991. Fue elegido para integrar la selección nacional de Japón para los Juegos Asiáticos de 1990.

## Trayectoria

### Clubes
| Club                | País  | Año         |
| ------------------- | ----- | ----------- |
| Honda               | Japón | 1984 - 1991 |
| All Nippon Airways  | Japón | 1991 - 1992 |
| JEF United Ichihara | Japón | 1992 - 1993 |
| Kashiwa Reysol      | Japón | 1994        |

### Selección nacional
| Selección | País  | Año         |
| --------- | ----- | ----------- |
| Absoluta  | Japón | 1988 - 1991 |

## Estadística de equipo nacional
| Selección de Japón | Selección de Japón | Selección de Japón |
| Año                | Part.              | Goles              |
| ------------------ | ------------------ | ------------------ |
| 1988               | 2                  | 0                  |
| 1989               | 11                 | 0                  |
| 1990               | 6                  | 0                  |
| 1991               | 1                  | 0                  |
| Total              | 20                 | 0                  |